# Severna Osetija - Alanija
Severna Osetija - Alanija (uradno Republika Severna Osetija - Alanija, rusko Респу́блика Се́верная Осе́тия — Ала́ния, osetinsko Республикæ Цæгат Ирыстон — Алани, Respublikæ Cægat Iryston - Alani) je avtonomna republika Ruske federacije v Severnokavkaškem federalnem okrožju. Leži na severnem obronku Velikega Kavkaza. Meji z republiko Kabardino-Balkarijo, Stavropolskim okrajem, republiko Čečenijo, Južno Osetijo in Gruzijo. Ustanovljena je bila 7. julija 1924.